# Callyspongia
Callyspongia är ett släkte av svampdjur. Callyspongia ingår i familjen Callyspongiidae.

## Bildgalleri

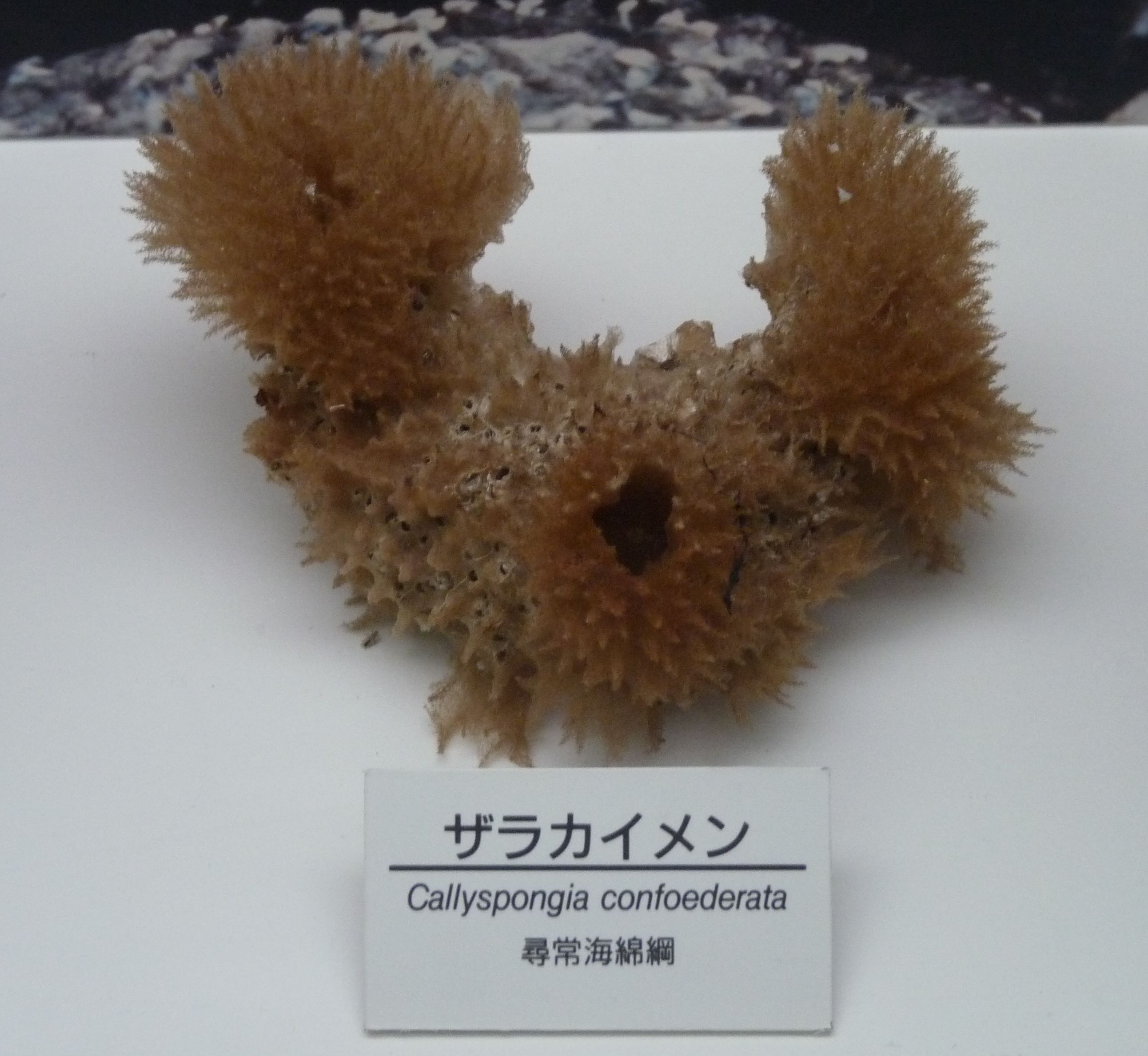
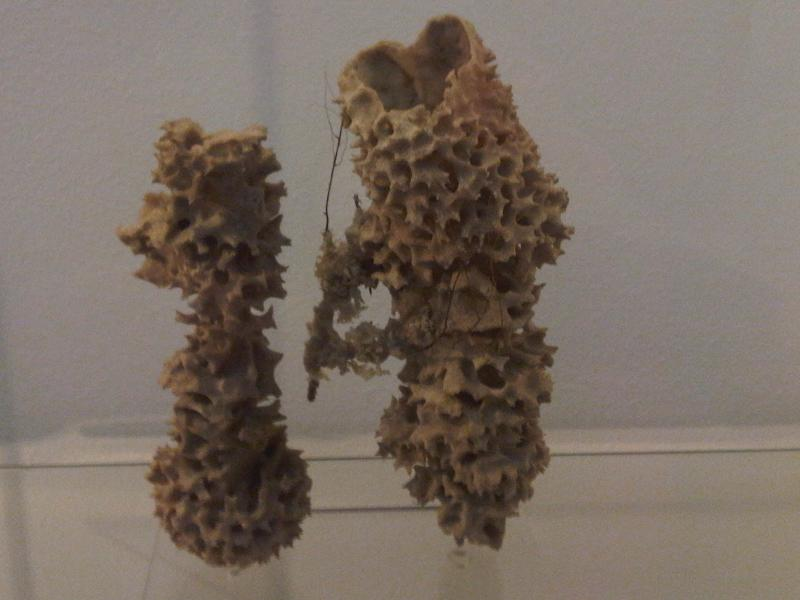
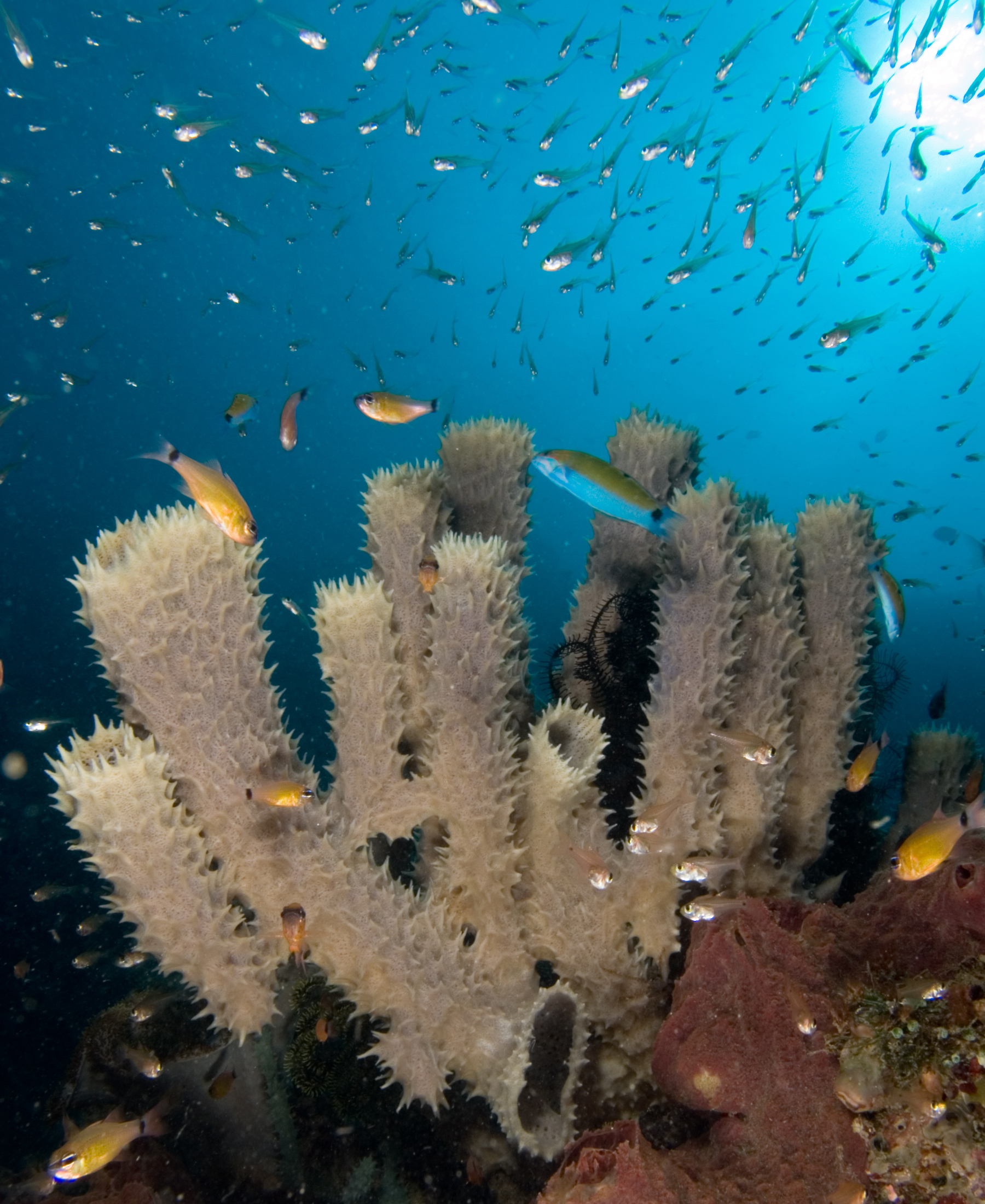
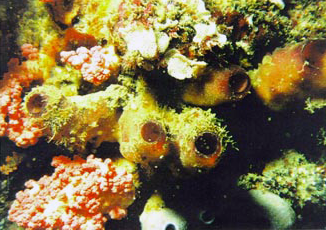
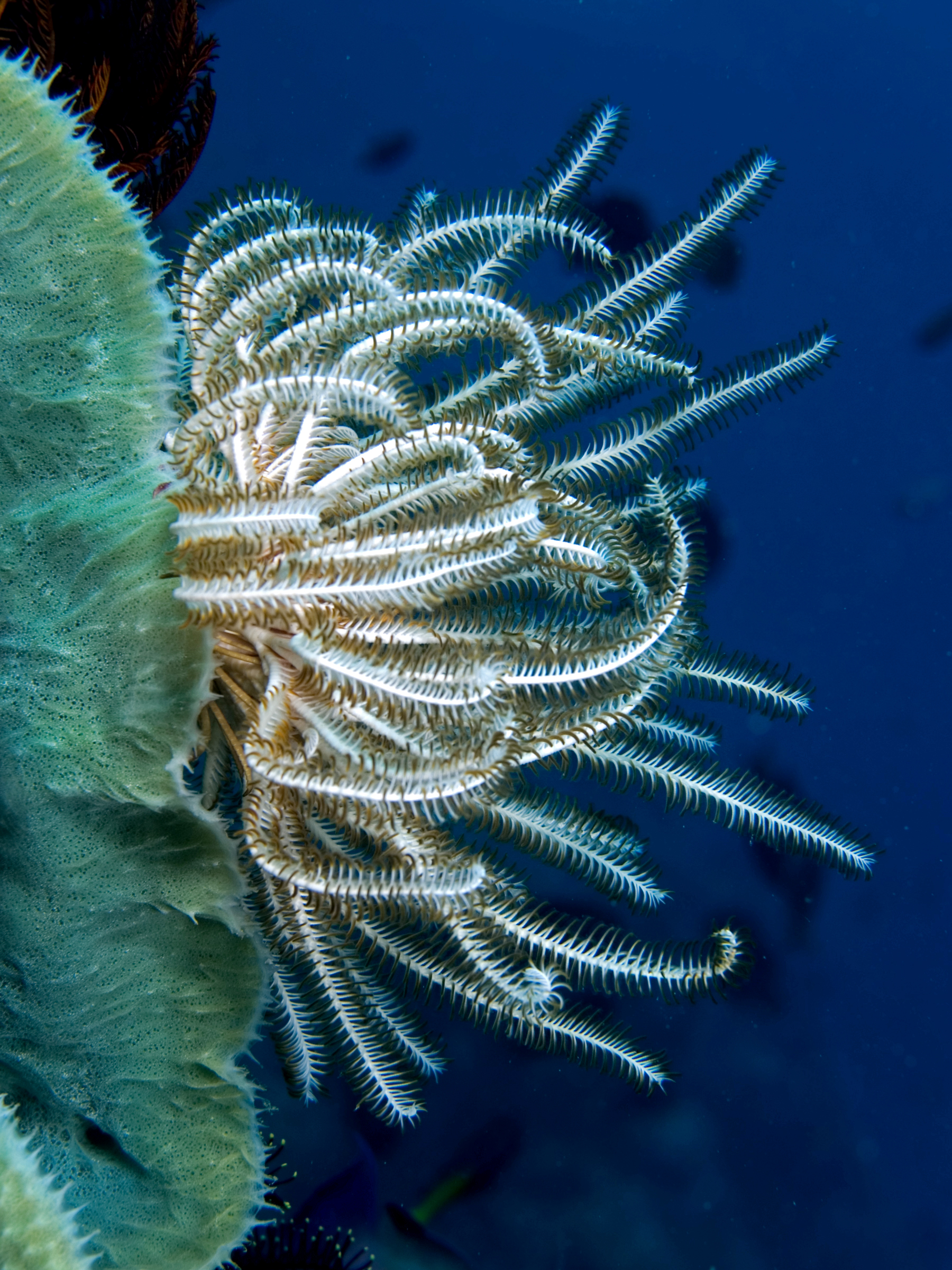
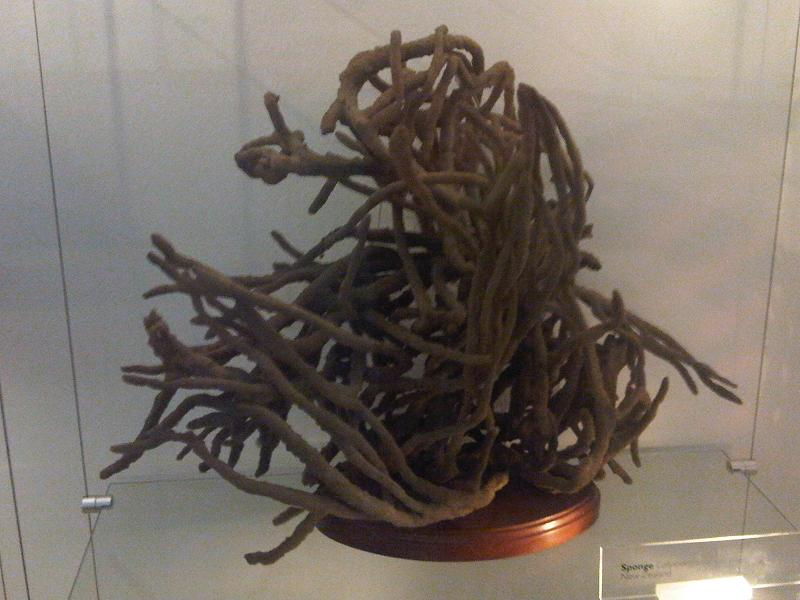

## Dottertaxa tillCallyspongia, i alfabetisk ordning[1]
- Callyspongia abnormis
- Callyspongia acapulcaensis
- Callyspongia aculeata
- Callyspongia aerizusa
- Callyspongia affinis
- Callyspongia altera
- Callyspongia annulata
- Callyspongia arcesiosa
- Callyspongia ariakensis
- Callyspongia armigera
- Callyspongia asparagus
- Callyspongia aspericornis
- Callyspongia aspinosa
- Callyspongia aurantiaca
- Callyspongia australis
- Callyspongia azurea
- Callyspongia barodensis
- Callyspongia bathami
- Callyspongia bilamellata
- Callyspongia biru
- Callyspongia bispicula
- Callyspongia brucei
- Callyspongia bullata
- Callyspongia californica
- Callyspongia calyx
- Callyspongia capricorni
- Callyspongia carens
- Callyspongia cellaria
- Callyspongia clathrata
- Callyspongia clavata
- Callyspongia claviformis
- Callyspongia communis
- Callyspongia compressa
- Callyspongia confoederata
- Callyspongia conica
- Callyspongia contorta
- Callyspongia conulosa
- Callyspongia coppingeri
- Callyspongia crassa
- Callyspongia crassifibra
- Callyspongia cylindrica
- Callyspongia dendyi
- Callyspongia densa
- Callyspongia densasclera
- Callyspongia differentiata
- Callyspongia difficilis
- Callyspongia diffusa
- Callyspongia doorae
- Callyspongia ecklonia
- Callyspongia elastica
- Callyspongia elegans
- Callyspongia erecta
- Callyspongia eschrichti
- Callyspongia euplax
- Callyspongia exigua
- Callyspongia fallax
- Callyspongia fenestrata
- Callyspongia fibrosa
- Callyspongia fistularis
- Callyspongia fistulosa
- Callyspongia flabellata
- Callyspongia flabelliformis
- Callyspongia flammea
- Callyspongia foliacea
- Callyspongia folioides
- Callyspongia fragilis
- Callyspongia fructicosa
- Callyspongia fungosa
- Callyspongia fusifera
- Callyspongia globosa
- Callyspongia glomerata
- Callyspongia hirta
- Callyspongia hispidoconulosa
- Callyspongia hospitalis
- Callyspongia implexa
- Callyspongia incrustans
- Callyspongia infundibuliformis
- Callyspongia irregularis
- Callyspongia joubini
- Callyspongia laboreli
- Callyspongia lacera
- Callyspongia latituba
- Callyspongia ligulata
- Callyspongia lobata
- Callyspongia longissima
- Callyspongia macrodactyla
- Callyspongia maculata
- Callyspongia mammillata
- Callyspongia megalorrhaphis
- Callyspongia mollis
- Callyspongia mollissima
- Callyspongia monilata
- Callyspongia multiformis
- Callyspongia murata
- Callyspongia murex
- Callyspongia muricina
- Callyspongia oliveri
- Callyspongia orieminens
- Callyspongia osculata
- Callyspongia pallida
- Callyspongia pambanensis
- Callyspongia paralia
- Callyspongia parva
- Callyspongia patula
- Callyspongia paucispina
- Callyspongia perforata
- Callyspongia pergamentacea
- Callyspongia peroni
- Callyspongia persculpta
- Callyspongia plancella
- Callyspongia plicifera
- Callyspongia poculum
- Callyspongia polymorpha
- Callyspongia psammophera
- Callyspongia pseudofibrosa
- Callyspongia pseudoreticulata
- Callyspongia pseudotoxa
- Callyspongia pulvinata
- Callyspongia ramosa
- Callyspongia raphidiophora
- Callyspongia rautenfeldi
- Callyspongia relicta
- Callyspongia reticulata
- Callyspongia reticutis
- Callyspongia ridleyi
- Callyspongia rigida
- Callyspongia robusta
- Callyspongia rowi
- Callyspongia rubiginosa
- Callyspongia samarensis
- Callyspongia schulzei
- Callyspongia septimaniensis
- Callyspongia serpentina
- Callyspongia simplex
- Callyspongia sinuosa
- Callyspongia siphonella
- Callyspongia siphonopsis
- Callyspongia sphaericuslobata
- Callyspongia spiculifera
- Callyspongia spinifera
- Callyspongia spinilamella
- Callyspongia spinimarginata
- Callyspongia spinosissima
- Callyspongia spinulosa
- Callyspongia stalagmitis
- Callyspongia staminea
- Callyspongia stellata
- Callyspongia strongylophora
- Callyspongia subarmigera
- Callyspongia subcornea
- Callyspongia subtilis
- Callyspongia superba
- Callyspongia taupea
- Callyspongia tenerrima
- Callyspongia tenuis
- Callyspongia ternatensis
- Callyspongia thurstoni
- Callyspongia toxifera
- Callyspongia trichita
- Callyspongia truncata
- Callyspongia tuberculata
- Callyspongia tubulifera
- Callyspongia tubulosa
- Callyspongia vaginalis
- Callyspongia waguensis
- Callyspongia vasseli
- Callyspongia velum
- Callyspongia villosa
- Callyspongia vincentina
- Callyspongia violacea
- Callyspongia viridis